# Bréguet 521 Bizerte
O Bréguet 521 Bizerte é um modelo de hidroavião de reconhecimento produzido pela Bréguet. Teve uma versão civil denominada Bréguet 530 Saigon.
|  |

## Especificações (Bre.521)
Dados de: The Encyclopedia of Military Aircraft. e Warplanes of the Second World War, Volume Five, Flying Boats
Descrições gerais
- Tripulação: 8
- Capacidade: 5 199 kg (11 500 lb) de carga
- Comprimento: 20,48 m (67 ft)
- Envergadura: 35,18 m (120 ft)
- Altura: 7,50 m (25 ft)
- Área alar: 162,6 m² (1 750 ft²)
- Peso vazio: 9 470 kg (20 900 lb)
- Peso bruto (carregado): 14 669 kg (32 300 lb)
- Peso de decolagem: 16 600 kg (36 600 lb)

Motorização
- Número de motores: 3x
- Tipo do motor: Motor a pistão
- Fabricante/modelo: Gnome-Rhone 14Kirs 14 cilindros
- Potência por motor: 900 hp (671 kW)

Performance
- Velocidade máxima: 243 km/h (151 mph)
- Velocidade total em Nó: 131 kn (243 km/h)
- Alcance: 2 100 km (1 300 mi)
- Tecto de serviço: 6 000 m (19 700 ft)
- Carga alar: 90,2 kg/m²

Armamentos
- Metralhadoras/canhões: 5x Darne de 7,5 mm (0,295 in)
- Bombas: Carga de 300 kg (661 lb)